# Most Galaty
Most Galaty (tur. Galata Köprüsü) – most przecinający Złoty Róg w Stambule w Turcji. Znany jest również pod nazwami "Nowy Most", ponieważ zaczyna się przy Nowym Meczecie, oraz "Most Sułtanki Matki", gdyż powstał z inicjatywy matki sułtana: Bezm-i Alem.
Pierwszy most przez Złoty Róg został stworzony podczas oblężenia Konstantynopola w 1453. Pierwsze plany mostu nad Złotym Rogiem stworzył Leonardo da Vinci za sułtana Bajazyda II, ale dopiero w XIX w., gdy nastąpił rozwój miasta i sułtan przeniósł się z Pałacu Topkapı do Pałacu Dolmabahçe, poważnie pomyślano o połączeniu brzegów zatoki. Do tego momentu transport zapewniały łodzie. 
Pierwszy most (most Hayratiye) powstał w 1836 łącząc Unkapanı z Azapkapı, ale był niewystarczający, więc w 1845 zbudowano drugi (zwany mostem Cisr-i Cedid), na prośbę matki sułtana Bezm-i Alem, łącząc Galata z centrum miasta. Stary most zyskał wówczas nazwę Cisr-i Atik. Nowy most był drewniany, odnawiano go w 1863 i 1875, za przejazd przez most była pobierana opłata. 
W 1912 niemiecka firma MAN zbudowała most o długości 468 m, który został silnie uszkodzony przez pożar w 1992. Most został odbudowany przez kolejną niemiecką firmę: Thyssen. Konstrukcja wspiera się na 114 stalowych filarach o średnicy 2 m i wysokości 18 m. By umożliwić statkom wejście do portów nad Złotym Rogiem, most posiada cztery otwierające się skrzydła o masie 5000 ton.